# Alfred Jolson
Alfred James Jolson SJ (ur. 18 czerwca 1928 w Bridgeport, zm. 21 marca 1994 w Pittsburghu) – amerykański duchowny katolicki, jezuita, prałat, w latach 1988–1994 biskup Reykyavíku.
Ukończył Boston College i Weston College. Na Harvardzie ukończył Master of Business Administration. Tytuł doktora ekonomii uzyskał na Papieskim Uniwersytecie Gregoriańskim.
Święcenia kapłańskie przyjął 14 czerwca 1958 roku. Przez wiele lat był wykładowcą na różnych jezuickich uczelniach w USA, Włoszech, Rodezji i Iraku. 12 grudnia 1987 roku Jan Paweł II mianował go biskupem Reykyavíku. Święcenia biskupie przyjął 6 lutego 1988 roku z rąk kardynała Johna Josepha O’Connora. Współkonsekratorami byli biskup Helsinek Paul Verschuren oraz biskup Bridgeport Walter Curtis.
Zmarł niespodziewanie 21 marca 1994 w szpitalu w Pittsburghu, w wyniku komplikacji po przebytej operacji wszczepienia by-passów.